# Vittor Ugo Bistoni
Vittor Ugo Bistoni (Perugia, 20 gennaio 1925 – Perugia, 25 agosto 1997) è stato uno storico e politico italiano.

## Biografia
Figlio di un bersagliere della prima guerra mondiale, praticò vari mestieri fino all'impiego pubblico. Giovanissimo aderì alla Federazione Anarchica Italiana, tenendo una vasta corrispondenza epistolare con personaggi come Maro Mastrodicasa, fratello di Leonida Mastrodicasa.
Collaborò con riviste tra cui “Umanità Nova” e “l'Adunata dei Refrattari”, partecipando inoltre a scioperi, manifestazioni e comizi.
Nel 1957 fu il primo cittadino umbro a vincere un quiz televisivo, il celebre Lascia o raddoppia? di Mike Bongiorno, portando come materia la storia dei Longobardi, e destinò parte della vincita all'istituzione di borse di studio per figli di operai disagiati.
Sul finire degli anni cinquanta, aderì al Partito Socialista Italiano e da quel momento alternerà il suo lavoro di studioso con molteplici incarichi civici ricoperti nella città di Perugia. Fu Consigliere comunale a Perugia dal 1960 al 1974, dirigente provinciale, più volte capo del Gruppo Consiliare e assessore per il comune dal 1964 al 1974, quando volle ripristinato per intero il simbolo di Perugia, il Grifo censurato dalla Chiesa cattolica.
Presiedette inoltre alla Commissione per la toponomastica che diede i nomi alle nuove strade del circondario di Perugia, molte delle quali assunsero nomi di suoi concittadini. La strada principale di Ponte Felcino, nel comune di Perugia, fu allora dedicata al concittadino anarchico Leonida Mastrodicasa, distintosi per attività antimilitarista ed antifascista in Svizzera, Francia e Spagna e morto a Treviri in Germania a seguito della cattura da parte delle milizie naziste. Membro della suddetta commissione fu fra gli altri Aldo Capitini. Dopo il 1974, per un decennio è stato presidente dell'Istituto Autonomo Case Popolari della Provincia di Perugia.
Venne iniziato in Massoneria nell'Obbedienza del Grande Oriente d'Italia nel 1948, e fu Presidente del Collegio Circoscrizionale dei Maestri Venerabili dell'Umbria, Consigliere dell'Ordine tra il 1980. Nel 1983 fondò la Loggia "Guglielmo Miliocchi", in onore del celebre massone e mazziniano perugino del quale si sentì sempre figlio spirituale e sul quale organizzò diverse ricerche poi confluite nelle sue pubblicazioni più celebri.
Nel 1994 venne investito dell'onorificenza Giordano Bruno, uno dei riconoscimenti massonici più ambiti.
Già Sovrano Gran Commendatore ad vitam del Rito scozzese antico ed accettato, dove aveva raggiunto il 33° e massimo grado, cofondatore della rivista Hiram, spese gli ultimi anni a perfezionare le sue ricerche, contribuendo con numerosi articoli di storia locale ed opuscoli di carattere commemorativo. Morì a Perugia a causa di un tumore il 25 agosto 1997 e secondo le sue volontà venne cremato e le sue ceneri furono tumulate nel cimitero di San Marco di Perugia.
Benché fosse autodidatta, si costruì da solo un percorso sorprendente con studi che ancora oggi sono considerate pietre miliari per il loro valore di ricostruzione storica e politica. Il suo archivio privato è oggi depositato presso l'Archivio di Stato di Perugia, mentre una parte è custodita all'Archivio storico della Federazione anarchica italiana di Imola.
Nel 2009 l'amministrazione comunale di Perugia ha deciso di onorarne la figura intitolando a suo nome una via della città, a ridosso della Stazione del Mini-Metrò della Cupa, penultima fermata prima del centro storico mentre, nel 2017, in occasione del 20° della scomparsa, è stato dedicato in suo onore un Convegno intitolato "Eredità culturale, politica e iniziatica" promosso dal Grande Oriente D'Italia.